# Radeon Rx 300
La série Radeon Rx 300 est une série de cartes graphiques produite par AMD et lancée en 2015, qui succède à la série Rx 200.
Elles répondent du nom de code Caribbean Islands et sont destinées à concurrencer Nvidia avec ses GeForce G900 d'architecture Maxwell.

## Architecture
La série comprend les puces GPU Fiji et Tonga basées sur l'architecture GCN 3 ou "Volcanic Islands" d'AMD, qui avait été introduite à l'origine sur la carte R9 285 basée sur Tonga (bien qu'avec des fonctionnalités réduites) légèrement plus tôt. Les cartes de la série comprennent notamment le produit phare Radeon R9 Fury X basé sur Fidji, la Radeon R9 Fury et la Radeon R9 Nano à faible facteur de forme, qui sont les premiers GPU à être équipés de la technologie mémoire High Bandwidth Memory (HBM), qu'AMD a co-développée en partenariat avec SK Hynix. La HBM est plus rapide et plus efficace énergétiquement que la mémoire GDDR5, mais est aussi plus coûteuse.
Cependant, les autres GPU de la série - en dehors des R9 380 et R9 380X basés sur Tonga - sont des GPU issus de la génération précédente avec une gestion de l'alimentation améliorée, et ne disposent donc que de mémoire GDDR5 (ce que Tonga fait également). Les cartes de la série Radeon 300 dont la R9 390X sont sorties le 18 juin 2015. La carte "vaisseau amiral", la Radeon R9 Fury X, est sortie le 24 juin 2015, tandis que la variante à double GPU, la Radeon Pro Duo (en) est sortie le 26 avril 2016.

## Produits

### Gamme des Radeon
| Modèles                       | Radeon R7 360 | Radeon R7 370 | Radeon R9 380 | Radeon R9 380X | Radeon R9 390 | Radeon R9 390X | Radeon R9 Nano | Radeon R9 Fury | Radeon R9 Fury X | Radeon PRO Duo |
| ----------------------------- | ------------- | ------------- | ------------- | -------------- | ------------- | -------------- | -------------- | -------------- | ---------------- | -------------- |
| Finesse de gravure            | 28 nm         | 28 nm         | 28 nm         | 28 nm          | 28 nm         | 28 nm          | 28 nm          | 28 nm          | 28 nm            | 28 nm          |
| Code de la puce               | Tobago        | Trinidad      | Antigua       | Antigua        | Grenada       | Grenada        | Fiji           | Fiji           | Fiji             | Capsaicin      |
| Architecture                  | GCN 2         | GCN 1         | GCN 3         | GCN 3          | GCN 2         | GCN 2          | GCN 3          | GCN 3          | GCN 3            | GCN 3          |
| Surface de la puce (mm2)      | 160           | 212           | 366           | 366            | 438           | 438            | 596            | 596            | 596              | 2 × 596        |
| Nombre de transistors         | 2.08 G        | 2.8 G         | 5 G           | 5 G            | 6.2 G         | 6.2 G          | 8.9 G          | 8.9 G          | 8.9 G            | 2x 8.9 G       |
| Fréquence (MHz)               | 1050          | 925           | 970           | 970            | 1000          | 1050           | 1000           | 1000           | 1050             | 1000           |
| Fréquence Turbo (MHz)         | -             | 975           | -             | -              | -             | -              | -              | -              | -                | -              |
| Nb. shaders                   | 768           | 1024          | 1792          | 2048           | 2560          | 2816           | 4096           | 3584           | 4096             | 2x 4096        |
| Nb. TMU                       | 48            | 64            | 112           | 128            | 160           | 176            | 256            | 224            | 256              | 2x 256         |
| Nb. ROP                       | 16            | 32            | 32            | 32             | 64            | 64             | 64             | 64             | 64               | 2x 64          |
| Cache L2 (ko)                 | 512           | 512           | 512           | 512            | 1024          | 1024           | 2048           | 2048           | 2048             | 2048           |
| Type de mémoire               | GDDR5         | GDDR5         | GDDR5         | GDDR5          | GDDR5         | GDDR5          | HBM            | HBM            | HBM              | HBM            |
| Capacité mémoire (Go)         | 2             | 4 / 2         | 4 / 2         | 4              | 8             | 8              | 4              | 4              | 4                | 2x 4           |
| Largeur du bus mémoire        | 128 bits      | 256 bits      | 256 bits      | 256 bits       | 512 bits      | 512 bits       | 4096 bits      | 4096 bits      | 4096 bits        | 2x 4096 bits   |
| Débit mémoire (Go/s)          | 96            | 179           | 176           | 182.4          | 384           | 384            | 512            | 512            | 512              | 2x 512         |
| Fréquence mémoire (MHz)       | 1500          | 1400          | 1375          | 1425           | 1500          | 1500           | 500            | 500            | 500              | 500            |
| Enveloppe thermique (TDP) (W) | 100           | 110           | 190           | 190            | 275           | 275            | 175            | 275            | 275              | 350            |
| Calcul FP16 (TFLOPS)          | -             | -             | 3.4           | 3.9            | -             | -              | 8.2            | 7.1            | 8.6              | 16.4           |
| Calcul FP32 (TFLOPS)          | 1.6           | 1.9           | 3.4           | 3.9            | 5.1           | 5.9            | 8.2            | 7.1            | 8.6              | 16.4           |
| Calcul FP64 (GFLOPS)          | 101           | 125           | 217           | 248            | 640           | 739            | 512            | 448            | 537              | 1000           |
| Date de sortie                | juin 2015     | juin 2015     | juin 2015     | novembre 2015  | juin 2015     | juin 2015      | août 2015      | juillet 2015   | juin 2015        | avril 2016     |